# Mercurino Gattinara
Mercurino Gattinara (Gattinara, 10 de junho de 1465 — Innsbruck, 5 de junho de 1530) foi um cardeal do século XVI.

## Primeiros anos
Nasceu em Gattinara em 10 de junho de 1465, Castelo de Gattinara, casa de seu avô paterno, podestà de Gattinara. Um dos sete filhos de Paolo Gattinara e Felicita Ranzo, de uma ilustre família de Vercelli. Ele tinha o título de marquês.
De 1489 a 1493 estudou na Universidade de Turim, onde obteve o doutorado em direito em 1493.
Em 1479, seu pai e seu avô paterno morreram; teve que interromper os estudos; casou-se secretamente com Andreetta Avogadro, uma parente que, órfã, foi recebida em sua casa; ele tinha quinze anos e ela vinte; quando a família descobriu seu segredo, demonstrou duramente seu desacordo. Em 1480 foi enviado a Vercelli ao notário Pietro Arborio di Gattinara, primo de seu pai. Em 1489 decidiu reiniciar os estudos jurídicos na Universidade de Turim, embora a sua família se opusesse à sua decisão; casou-se oficialmente com Andreetta Avogadro, e com o dote dela pagou os estudos e a mudança para Turim para seu tio paterno Giovanni Arborio, que era juiz naquela cidade. Depois de obter o doutorado, exerceu a advocacia em Turim de 1494 a 1501. Naquele ano, tornou-se conselheiro de Margherita de Habsburgo, esposa de Filiberto II, duque reinante de Saboia, e filha do Sacro Imperador Romano Maximiliano I. O duque Filiberto morreu em 1504 e Gattinara continuou ajudando a duquesa Margherita nas controvérsias legais para a alocação de seus rendimentos não ganhos e do dote. No ano seguinte, Margherita obteve, vitaliciamente, a administração dos condados de Romont e Villars e das terras de Bresse; ela nomeou a advogada fiscal de Gattinara, além de presidente do Bresse.
Em 1506, o rei Felipe de Castela morreu deixando seis filhos muito jovens, entre eles o futuro rei Carlos I de Espanha e o futuro Sacro Imperador Romano Carlos V; nem a rainha Juana, sua mãe, doente de uma doença incurável; nem o seu avô materno, o rei Fernando de Aragão, velho e distante de Espanha; nem seu avô paterno, o imperador Maximiliano I Habsburgo, retido na Alemanha por causa de sérios assuntos de Estado, poderia cuidar eles próprios da proteção dos netos órfãos; o imperador confiou os cuidados à sua filha, a duquesa Margherita, com a aprovação prévia do Parlamento dos Países Baixos. Gattinara cuidou do assunto e encerrou a missão com sucesso em pouco mais de oito meses. Em 1508, o imperador Maximiliano atribuiu à duquesa Margherita o governo de Borgogna, e ela, por sua vez, nomeou Gattinara presidente do Parlamento de Dôle. Nesse ínterim, desempenhou importantes missões diplomáticas e desempenhou papel de destaque nas negociações da Liga de Cambrai. Em 1509, o imperador nomeou Gattinara embaixador perante o rei Luís XII de França com o objetivo de induzi-lo a fazer um acordo entre o imperador e o rei Fernando I de Aragão para a sucessão ao reino de Castela do seu neto Carlos. O acordo foi assinado em outubro do mesmo ano em Blois. Regressou a Dôle em 1510 para retomar as suas funções de presidente do Parlamento de Borgogna, mas no mês de maio seguinte, por missão do imperador, regressou a Espanha para acelerar o processo do acordo de Blois, e em setembro o acordo foi ratificado pelas Cortes de Castela. Em 1511 regressou a Borgogna, onde fixou residência adquirindo o castelo e o feudo de Chevignl; houve muita hostilidade contra ele, talvez pelo seu rigor administrativo, e teve de suportar inúmeras disputas judiciais no que diz respeito à propriedade do castelo. Em 1516, Gattinara, decepcionado e amargurado, retirou-se para o mosteiro cartuxo de Bruxelas para cumprir um voto e aí escreveu uma opereta dedicada ao jovem Carlos, na qual apresenta a sua teoria sobre a monarquia universal. Nesse mesmo ano faleceu o rei Fernando I de Aragão e Carlos tornou-se rei de Castela e Aragão com o nome de Carlos I.
Em 1518 Carlos convidou Gattinara, através do imperador Maximiliano I, para assumir o cargo de grão-chanceler da corte espanhola; obteve o consentimento do duque de Sabóia e partiu para a Espanha, onde assumiu o novo cargo em 15 de outubro. O imperador Maximiliano morreu em 1519 e Gattinara, defensor convicto da monarquia universal, insistiu na necessidade de garantir para Carlos o apoio de Carlos. os Príncipes Eleitores para sua ascensão ao trono imperial. Conseguiu obter para Carlos a eleição de imperador como Carlos V, depois de ter gasto uma enorme soma de fiorini.
Em 1521, os franceses invadiram Navarra e Calais; este último era naquela época uma possessão inglesa; Gattinara liderou as negociações para uma aliança entre a Inglaterra, a Santa Sé e o Império contra a França. Na Dieta de Worms, Gattinara agiu com grande determinação tentando uma conciliação com o movimento rebelde, e aconselhou Carlos V a fazer com que Martinho Lutero participasse da assembleia para explicar diante da Dieta sua teoria religiosa; ele estava convencido e esperava que um diálogo franco pudesse levar a maioria dos protestantes a retornar à Igreja.
Em 1522, eclodiu um conflito entre o rei Francisco I da França e o Sacro Imperador Romano Carlos V. Gattinara lutou pelo triunfo da política imperial e em 1525 os franceses foram derrotados em Pavia e o rei Francisco caiu cativo dos espanhóis e foi levado para Madrid. Apesar da opinião contrária de Gattinara, que temia que o rei francês não respeitasse os acordos, Francisco foi libertado em 1522. Assim que regressou ao seu país, o rei retomou as hostilidades contra Espanha. No decorrer da nova guerra, a Liga de Cognac foi formada pela França, a República de Veneza, o Papa Clemente VII, Florença e o duque de Milão, Francesco II Sforza, contra o imperador.
Em maio de 1527, as tropas imperiais atacaram Roma e depois de a invadirem, saquearam-na (o Saque de Roma). Como resultado dos sucessos dos exércitos imperiais, o rei Francisco I concluiu a Paz de Cambrai em 5 de agosto de 1529. A atividade diplomática do grão-chanceler foi frenética; ele assumiu um papel de grande importância em todas as negociações. Por volta de 1529 escreveu sua autobiografia intitulada Historia vitæ et gestorum per dominum magnum cancellarium (História da vida e dos feitos do Lorde Grão-Chanceler, em tradução livre), no qual dizia que o Papa Leão X havia oferecido-lhe o cardinalato.
Em 1529 Gattinara liderou e concluiu com grande habilidade e competência a Conferência de Bolonha, na qual foi regulamentada a ordem dos Estados italianos. Quando o grão-chanceler foi para a Itália com o imperador, o Papa Clemente VII o promoveu ao cardinalato. Na mesma Conferência de Bolonha, Gattinara esforçou-se para que o Imperador Carlos V concedesse à Ordem Militar de São João de Jerusalém a Ilha de Malta, para compensar a perda de Rodi e Trípoli para Soliman, o Magnífico. Nesse mesmo ano os cavaleiros puderam regressar àquela ilha.
Criado cardeal sacerdote no consistório de 13 de agosto de 1529; recebeu o barrete vermelho e o título de S. Giovanni a Porta Latina, em 3 de setembro de 1529. Na época de sua promoção ao cardinalato, era leigo. Em 1530, após a coroação do imperador na catedral de San Petronio de Bolonha, ele deixou a Itália para ir para a Dieta de Augsburgo, mas morreu em Innsbruck antes de chegar à Dieta. Humanista e estudioso, o cardeal teve grande influência sobre o imperador Carlos V e incentivou-o a criar um império dinástico.
Morreu em Innsbruck em 5 de junho de 1530. Segundo o seu testamento de 23 de julho de 1529, os seus restos mortais foram levados para o Castelo de Gattinara e sepultados na igreja paroquial de S. Pietro, dos Cónegos Regulares Lateranensi, que ele mandou construir. Eles ainda repousam naquela igreja